# 弗吉尼亞城海蘭茲
弗吉尼亞城海蘭茲（英語：Virginia City Highlands）是位於美國內華達州斯托里縣的非建制地區。

## 地理
弗吉尼亞城海蘭茲所處的海拔為高於海平面1824米（即5984英呎），而該地所採用的時區為UTC-8，即太平洋时区（PST）。同時該地設有夏令時間，為UTC-8調快一小時，即UTC-7（PDT）。